# Arlington (Nebraska)
Arlington é uma vila localizada no estado americano de Nebraska, no Condado de Washington.

## Demografia
Segundo o censo americano de 2000, a sua população era de 1197 habitantes. 
Em 2006, foi estimada uma população de 1199, um aumento de 2 (0.2%).

## Geografia
De acordo com o United States Census Bureau, a localidade tem uma área de 1,5 km², sem área coberta por água.

## Localidades na vizinhança
O diagrama seguinte representa as localidades num raio de 16 km ao redor de Arlington. 